# Một đô la (tiền xu Hoa Kỳ)
Đồng xu một đô la (còn có tên là golden dollar (đồng đô la vàng)) là đồng xu trị giá 1 đô la đang lưu hành tại Hoa Kỳ, được đúc bởi Cục Đúc tiền Hoa Kỳ. Thành phần của đồng xu trong lưu thông (seri tiền Sacagawea và đô la Tổng thống), kể từ năm 2000, đồng xu có vẻ bề ngoài màu vàng do có thành phần là hợp kim gồm đồng, kẽm, mangan và niken; có trọng lượng 8,1 gram, đường kính 26,49 mm (1.043 inch) và độ dày 2 mm. Đây là đồng xu duy nhất đang lưu hành tại Hoa Kỳ có chữ khắc trên cạnh.
Từ năm 2012, đồng xu một đô la chỉ được đúc cho mục đích sưu tập. Tuy vậy, trên thực tế, cục dự trữ liên bang Hoa Kỳ hoàn toàn có thể đặt đúc đồng xu này cho mục đích lưu thông. Số lượng đồng xu này đang được cất trữ trong kho bạc cục dữ trữ liên bang Hoa Kỳ đạt mức 1,064 tỉ đô vào năm 2020, đủ để cung ứng cho lưu thông trong vòng 21 năm sau đó.

## Các thông số kỹ thuật
| Tên mẫu                      | Khối lượng       | Thành phần                          | Đường kính | Cạnh                                                          | Nguồn và ghi chú                               |
| ---------------------------- | ---------------- | ----------------------------------- | ---------- | ------------------------------------------------------------- | ---------------------------------------------- |
| Flowing Hair                 | 26,96 gram       | 90% bạc 10% đồng                    | ~ 39-40 mm | HUNDRED CENTS ONE DOLLAR OR UNIT và các họa tiết giữa các chữ | [ 6 ]                                          |
| Draped Bust                  | 26,96 gram       | 89,24% bạc 10,76% đồng              | ~ 39-40 mm | HUNDRED CENTS ONE DOLLAR OR UNIT và các họa tiết giữa các chữ | [ 7 ]                                          |
| Gobrecht dollar              | 26,73-26,96 gram | 89,24% bạc 10,76% đồng              | ~ 39-40 mm | Nhẵn hoặc được khía                                           | [ 8 ]                                          |
| Liberty Seat                 | 26,73 gram       | 90% bạc 10% đồng                    | 38,1 mm    | Cạnh đồng xu có khía (gờ vạch)                                | [ 9 ]                                          |
| Trade dollar                 | 27,22 gram       | 90% bạc 10% đồng                    | 38,1 mm    | Cạnh đồng xu có khía (gờ vạch)                                | [ 10 ]                                         |
| Đô la Morgan                 | 26,73 gram       | 90% bạc 10% đồng                    | 38,1 mm    | Cạnh đồng xu có khía (gờ vạch)                                | [ 11 ]                                         |
| Đô la Hòa Bình               | 26,73 gram       | 90% bạc 10% đồng                    | 38,1 mm    | Cạnh đồng xu có khía (gờ vạch)                                | [ 12 ]                                         |
| Đô la Eisenhower             | 22,68 gram       | 75% đồng 25% niken                  | 38,1 mm    | Cạnh đồng xu có khía (gờ vạch)                                | Thông số của đồng tiền phát hành cho lưu thông |
| Đô la Susan B. Anthony (SBA) | 8,1 gram         | 75% đồng 25% niken                  | 26,5 mm    | Cạnh đồng xu có khía (gờ vạch)                                | [ 14 ]                                         |
| Đô la Sacagawea              | 8,1 gram         | 77% đồng 12% kẽm 7% mangan 4% niken | 26,5 mm    | Cạnh trơn nhẵn                                                | Thông số của đồng tiền phát hành cho lưu thông |
| Đô la Tổng thống             | 8,1 gram         | 77% đồng 12% kẽm 7% mangan 4% niken | 26,5 mm    | Cạnh có khắc chữ                                              | [ 16 ] [ 15 ]                                  |
| Đô la Mỹ Đổi Mới             | 8,1 gram         | 77% đồng 12% kẽm 7% mangan 4% niken | 26,5 mm    | Cạnh có khắc chữ                                              |                                                |

## Lưu hành

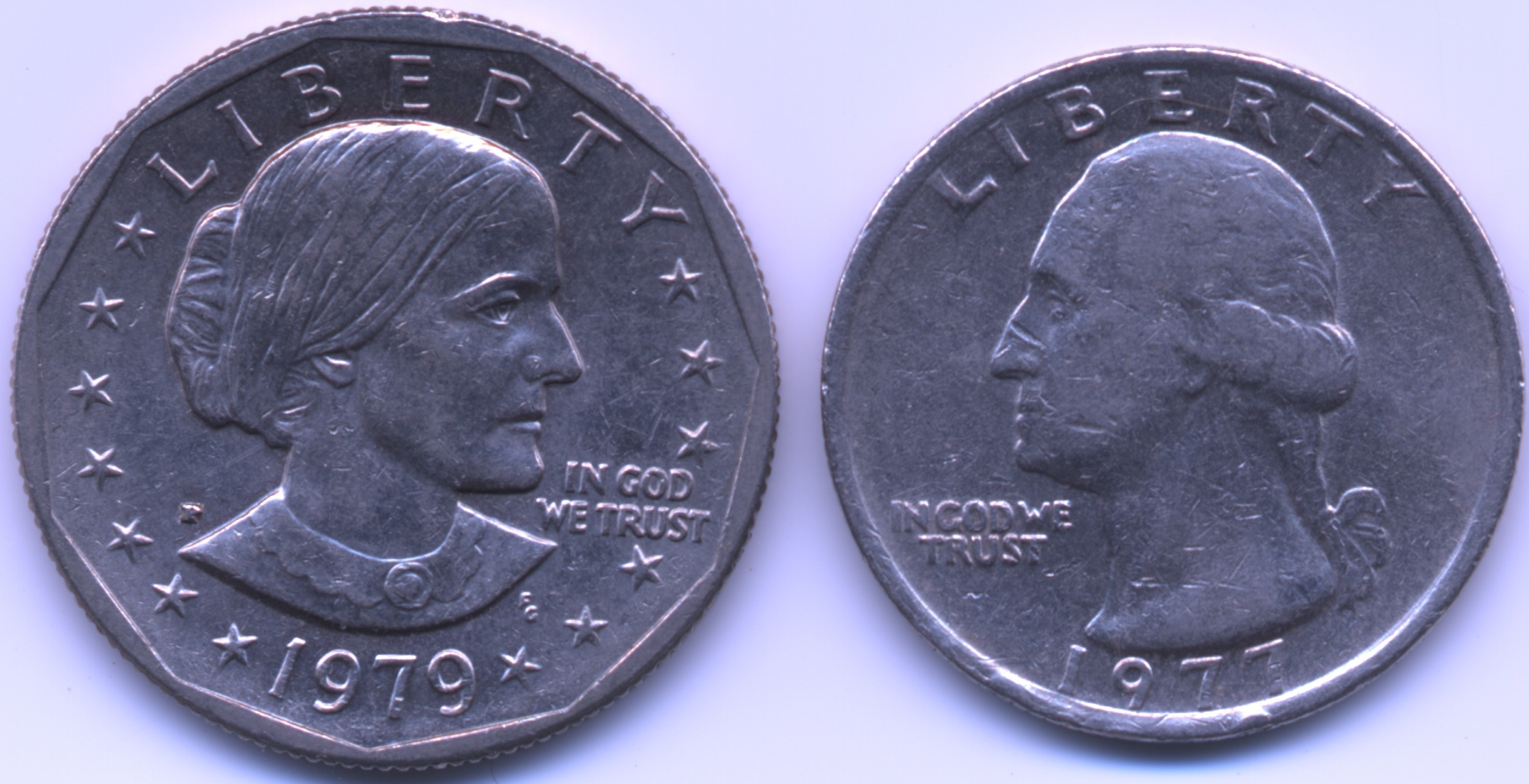
Sự tương đồng về màu sắc và kích thước không quá khác biệt khiến đồng đô la Susan B. Anthony và đồng quarter gây nhầm lẫn

Khi phát hành đồng xu một đô la Susan B. Anthony dễ bị nhầm lẫn với đồng quarter (25 xu), do đó không được công chúng Hoa Kỳ đón nhận. Các máy bán hành tự động thay đổi dần dần để chấp nhận đồng xu, thậm chí không chấp nhận chúng; trong khi các quầy tính tiền không có ngăn riêng cho đồng xu này. Tính đến năm 2013, một nửa số lượng đồng xu một đô la đã được đúc ra nằm trong các kho bạc của chính phủ Hoa Kỳ. Các ngân hàng chuyển ngược các đồng xu này về kho hơn là đặt chúng.
Cuối năm 2011, Bộ trưởng Ngân khố Hoa Kỳ Timothy F. Geithner quyết định ngừng phát hành đồng xu một đô la ra công chúng. Lý do là do kho bạc đã có trữ lượng từ 1,3 đến 1,4 tỉ đồng xu một đô la. Theo CNN, trữ lượng này đủ để đáp ứng nhu cầu trong vòng 40 năm tiếp theo. Tính đến năm 2020, số lượng đồng xu một đô la tồn dư đạt mức 1,064 tỉ đồng, đủ để sử dụng trong khoảng 21 năm tiếp theo. Trên thực tế, đồng xu một đô la đang ở trạng thái đồng xu lưu hành dạng sưu tập vì cục dự trữ liên bang hoàn toàn có khả năng đặt đúc đồng xu một đô la cho lưu thông.

## Các thiết kế đồng xu
Đô la Morgan lần đầu tiên được đúc vào năm 1878 và bị đình chỉ vào năm 1904. Chính diễn biến này này, Cục Đúc tiền New Orleans phải đóng cửa nó vì phụ thuộc vào việc kinh doanh đồng đô la bạc (để tồn tại). Không có bất cứ đồng đô la bạc nào được đúc từ năm 1905 đến năm 1920. Năm 1921, đồng đô la Hòa Bình được phê duyệt để thay đô la Morgan. Đồng xu này đánh dấu tuyên bố hòa bình giữa Đức và Hoa Kỳ. Việc đúc này bị đình trệ trong vài năm và đúc lần cuối năm 1935. Đồng đô la Eisenhower, phát hành năm 1971 là lần đầu tiên chân dung một Tổng thống Hoa Kỳ xuất hệnh trên mệnh giá tiền xu này. Mặt sau đồng xu khắc biểu tượng chuyến thám hiểm không gian Apollo 11. Đồng xu được phát hành nhằm đáp ứng nhu cầu chủ yếu đến từ việc sử dụng trong các máy đánh bạc.

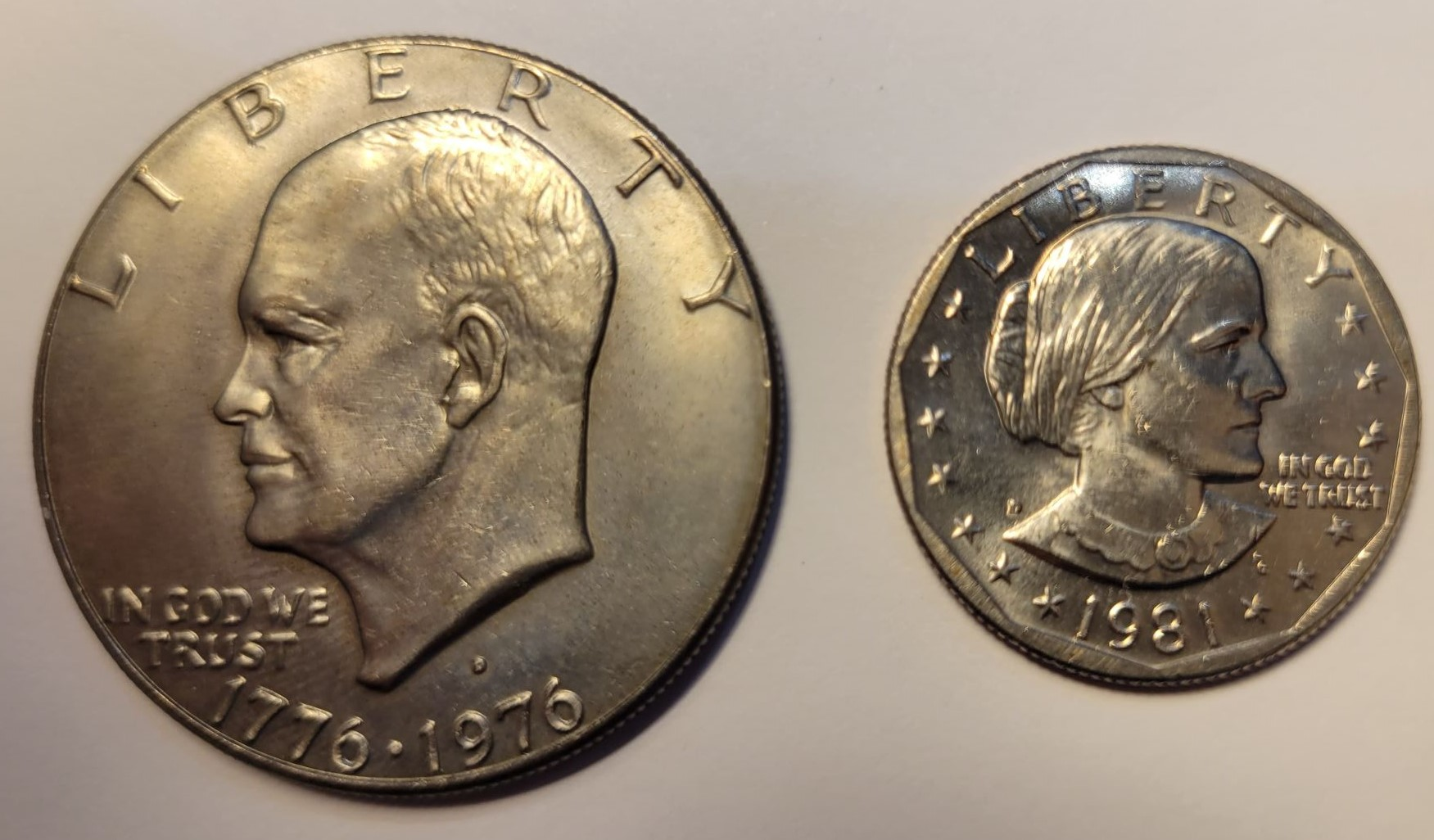
Kích thước đồng đô la cỡ lớn với đồng đô la mới có kích thước nhỏ hơn

Tháng 10 năm 1978, Tổng thống Jimmy Carter chính thức ký quyết định giảm kích thước đồng một đô la xuống còn 8,1 gram và đường kính 26,5 mm (so với trọng lượng 22,68 gram và đường kính 38,1 mm của đồng đô la Eisenhower phiên bản đúc cho lưu thông). Đồng đô la mới này, khắc họa hình ảnh Susan B. Anthony gây sự nhầm lẫn cho công chúng và không được đón nhận rộng rãi. Đồng xu đúc đến năm 1981 thì dừng lại và đúc thêm vào năm 1999. Đồng xu này cũng là lần đầu tiên một người phụ nữ có thật đầu tiên được khắc chân dung trên một đồng xu với mục đích lưu thông tại Hoa Kỳ. Trước đây, đã có các hình ảnh phụ nữ, nhưng là hình ảnh hình tượng hóa (thần thoại và biểu tượng).
Từ năm 2000, đồng xu đô la có vẻ ngoài màu vàng được giới thiệu, là đồng đô la Sacagawea. Từ năm 2009, mặt sau đồng tiền Sacagawea được dành để đúc hình ảnh người Mỹ bản địa. Năm 2007, seri tiền xu Tổng thống được giới thiệu và kết thúc vào năm 2016. Seri tiền xu Hoa Kỳ Đổi Mới được phát hành vào năm 2018 và dự trù kết thúc vào năm 2032.
Từ năm 2021, các đồng đô la Morgan và đô la Hòa Bình được đúc trở lại, chủ yếu với dạng thức bán lại cho các nhà sưu tập. Cục Đúc tiền Hoa Kỳ ban đầu quyết định sẽ tiếp tục đúc hai đồng tiền này kể từ năm 2022. Tuy vậy, với việc chuỗi cung ứng bị đứt gãy, giá bạc tăng cao, Cục Đúc chính thức hủy bỏ chương trình đúc hai đồng tiền này cho năm 2022 và sẽ tiếp tục chương trình đúc tiền xu này từ năm 2023.

### Đồng xu cỡ lớn
Danh sách các mẫu thiết kế, theo giai đoạn:
- Flowing Hair (1794-1795)
- Draped Bust (1795-1804)
- Gobrecht dollar (1836-1839)
- Seat Liberty (1839-1873)
- Trade Dollar (1873-1885)
- Morgan (1878-1921)
- Peace (Đô la Hòa Bình; 1921-1935)
- Eisenhower (Ike) (1971-1978)

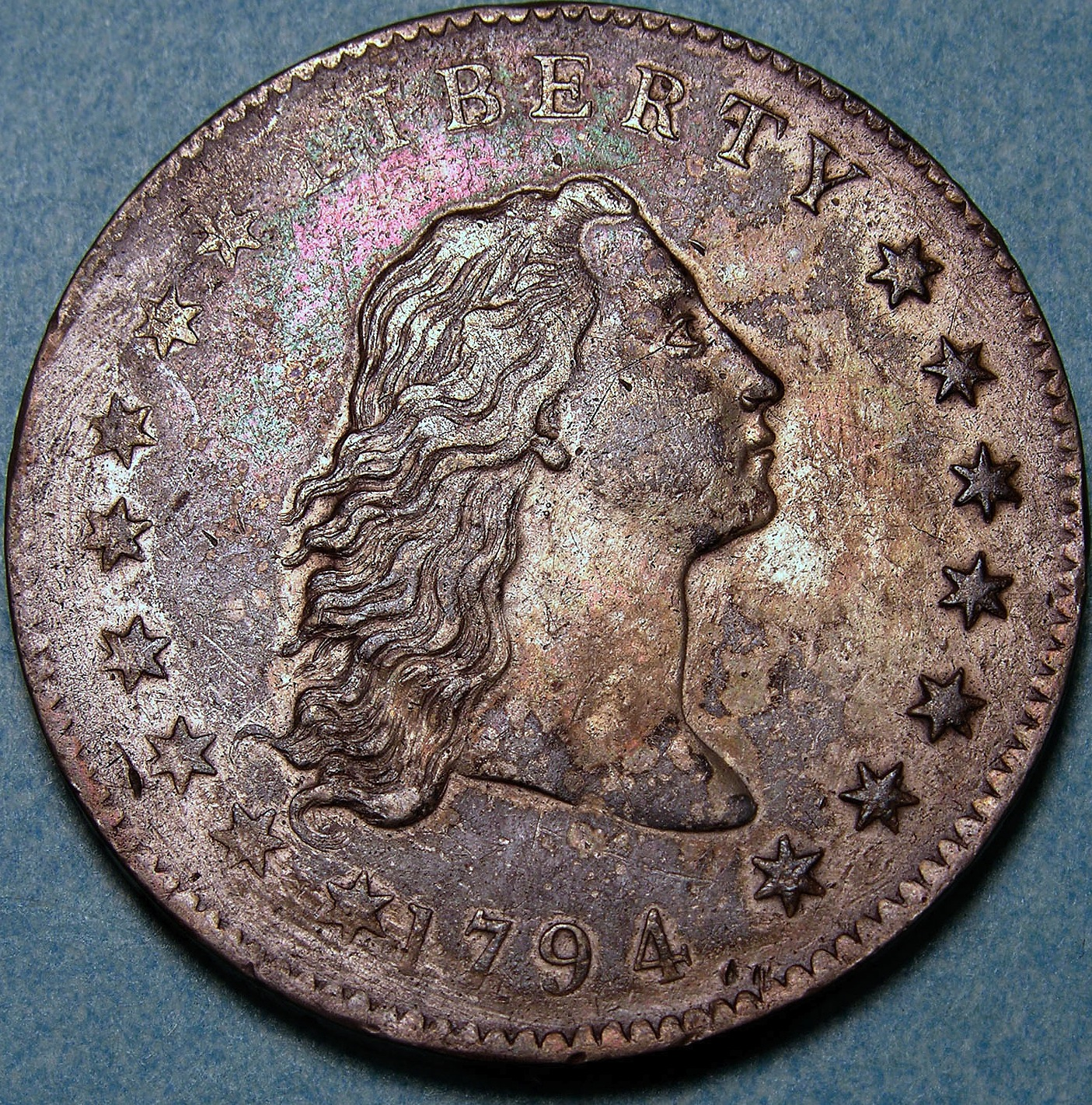
Mặt trước đồng xu Flowing Hair
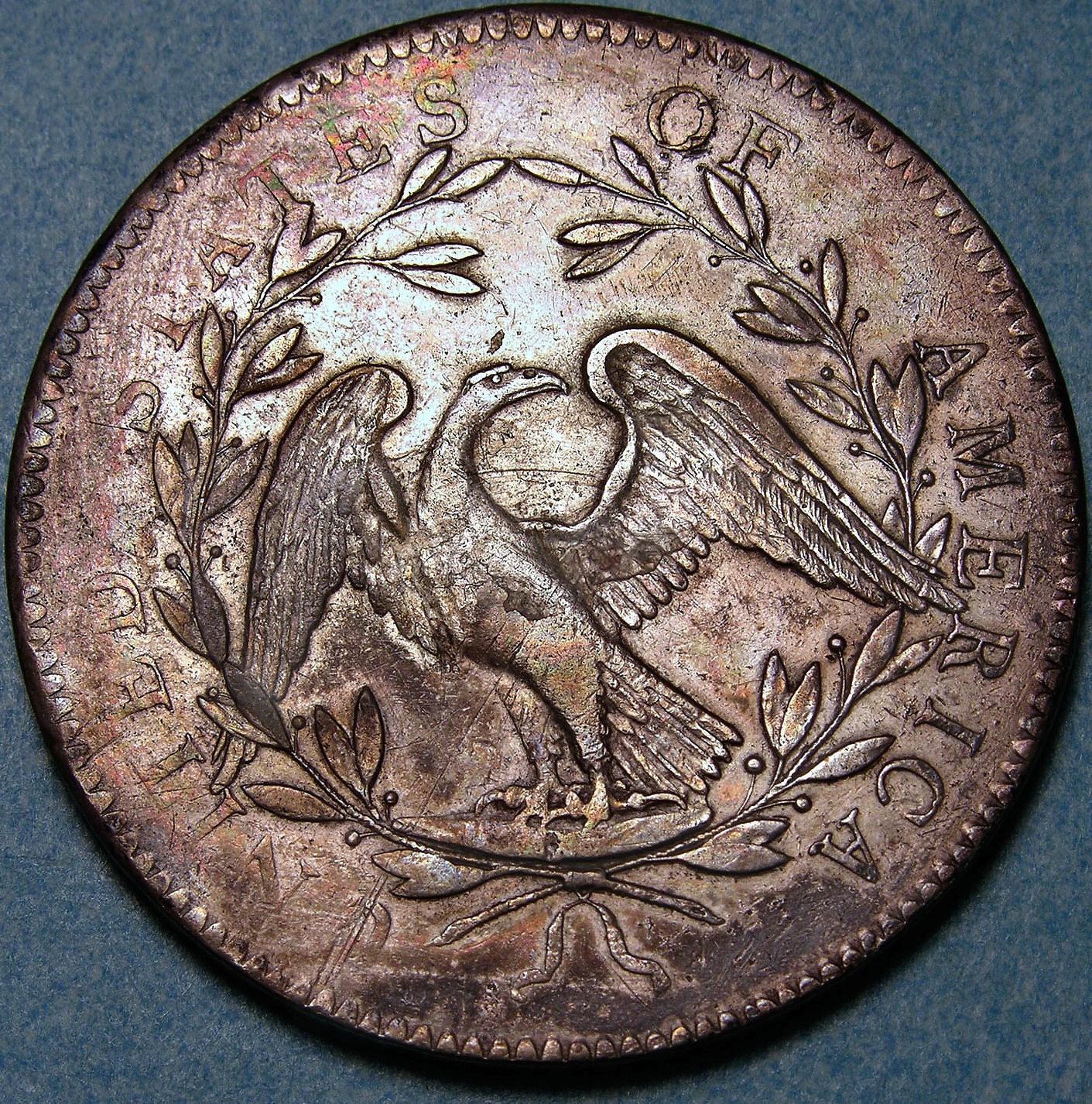
Mặt sau đồng xu Flowing Hair
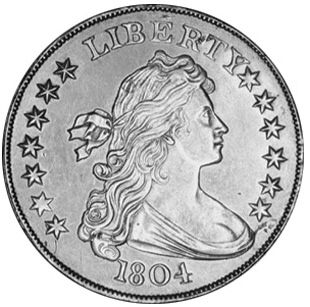
Mặt trước Draped Bust
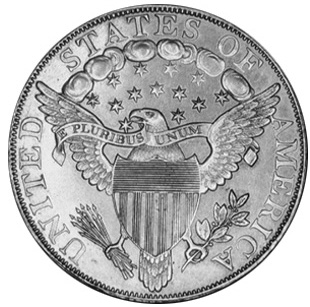
Mặt trước Draped Bust
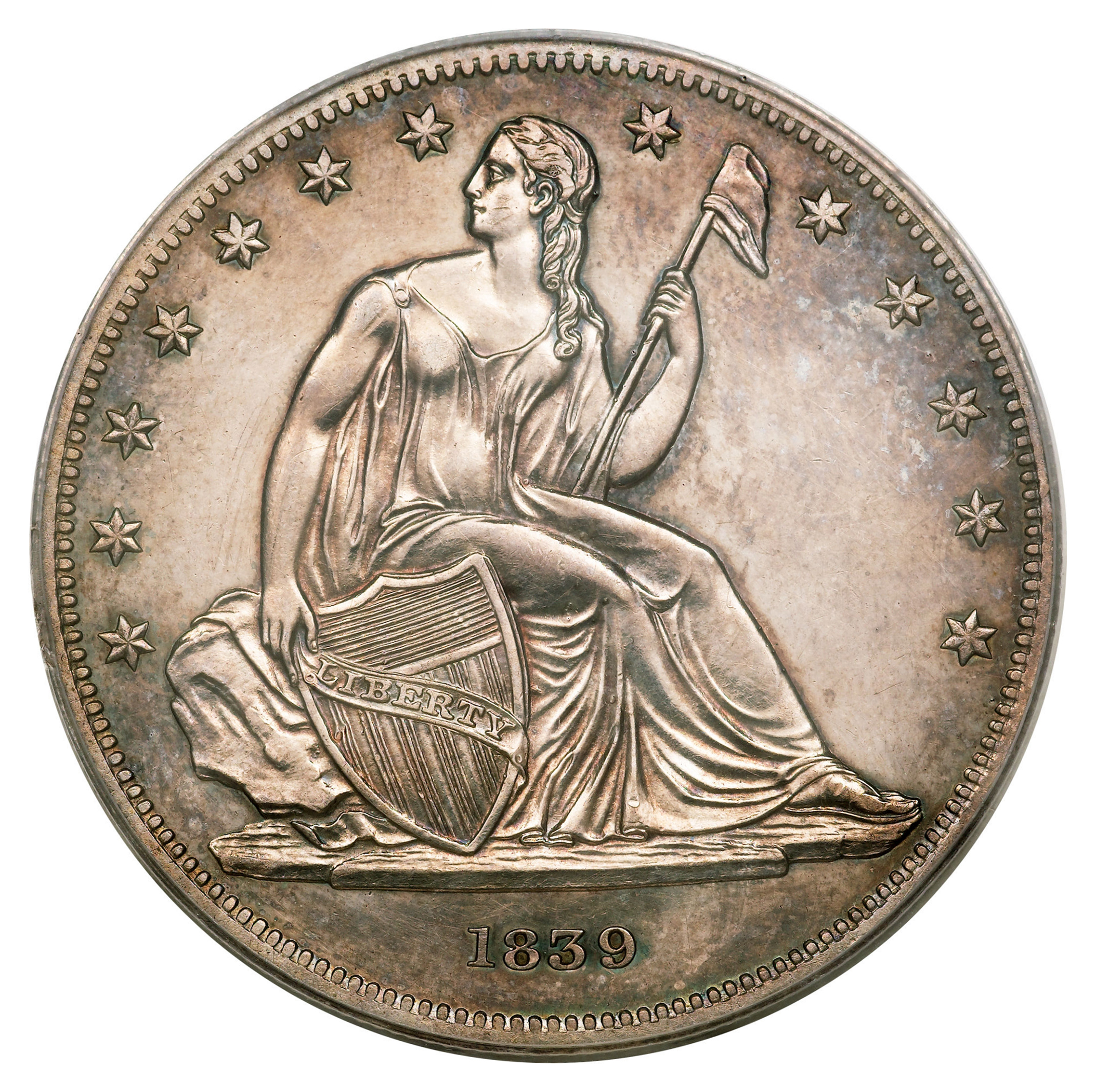
Mặt trước đô la Gobrecht
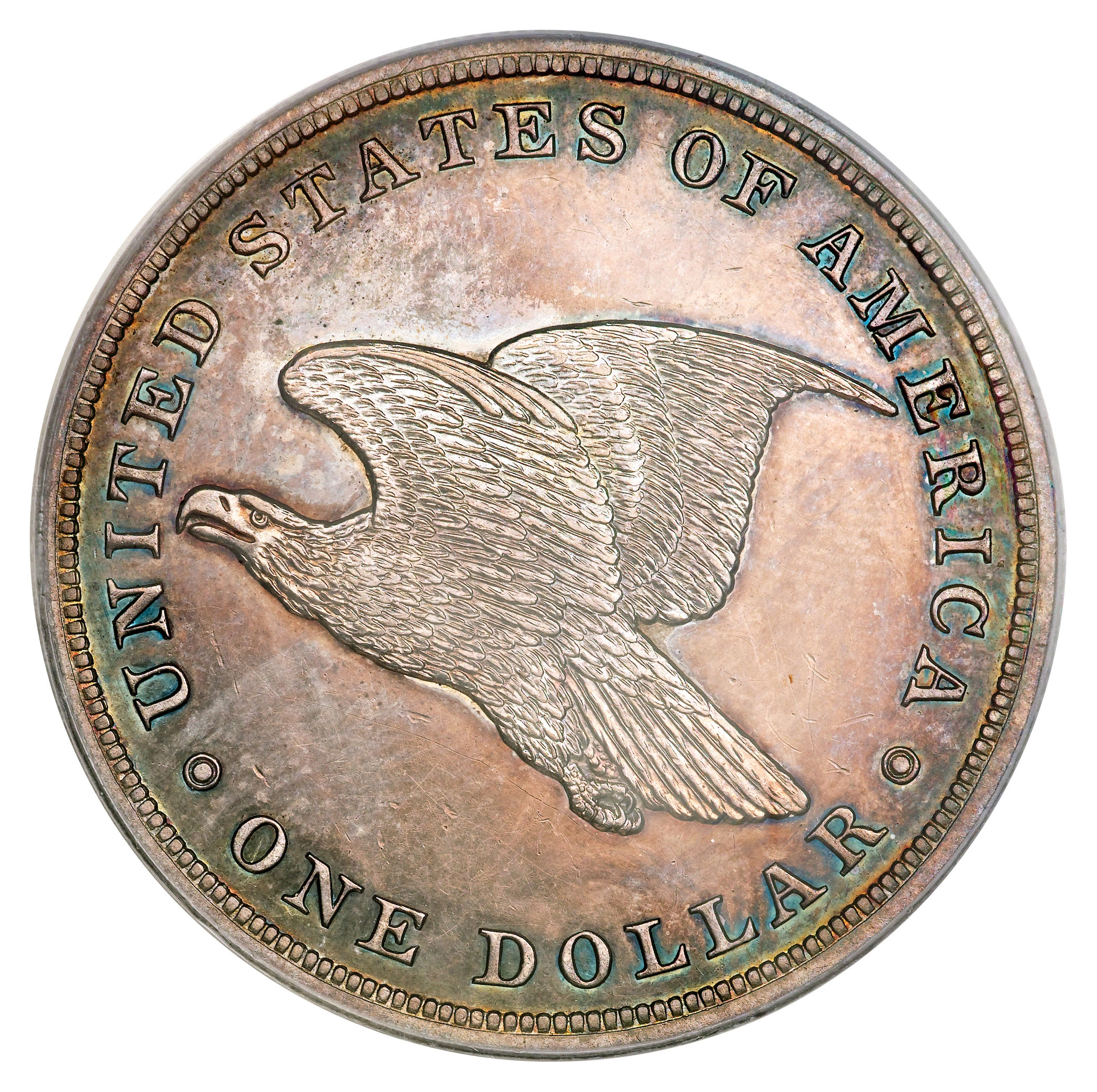
Mặt sau đô la Gobrecht

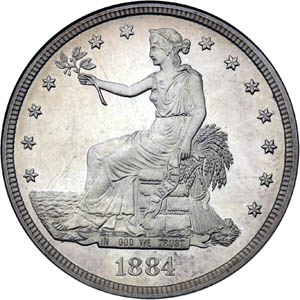
Mặt trước Seated Liberty (Trade) dollar
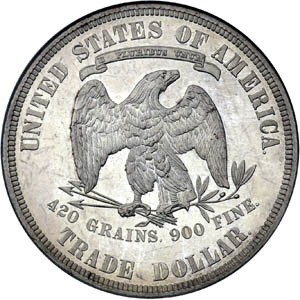
Mặt sau Seated Liberty (Trade) dollar
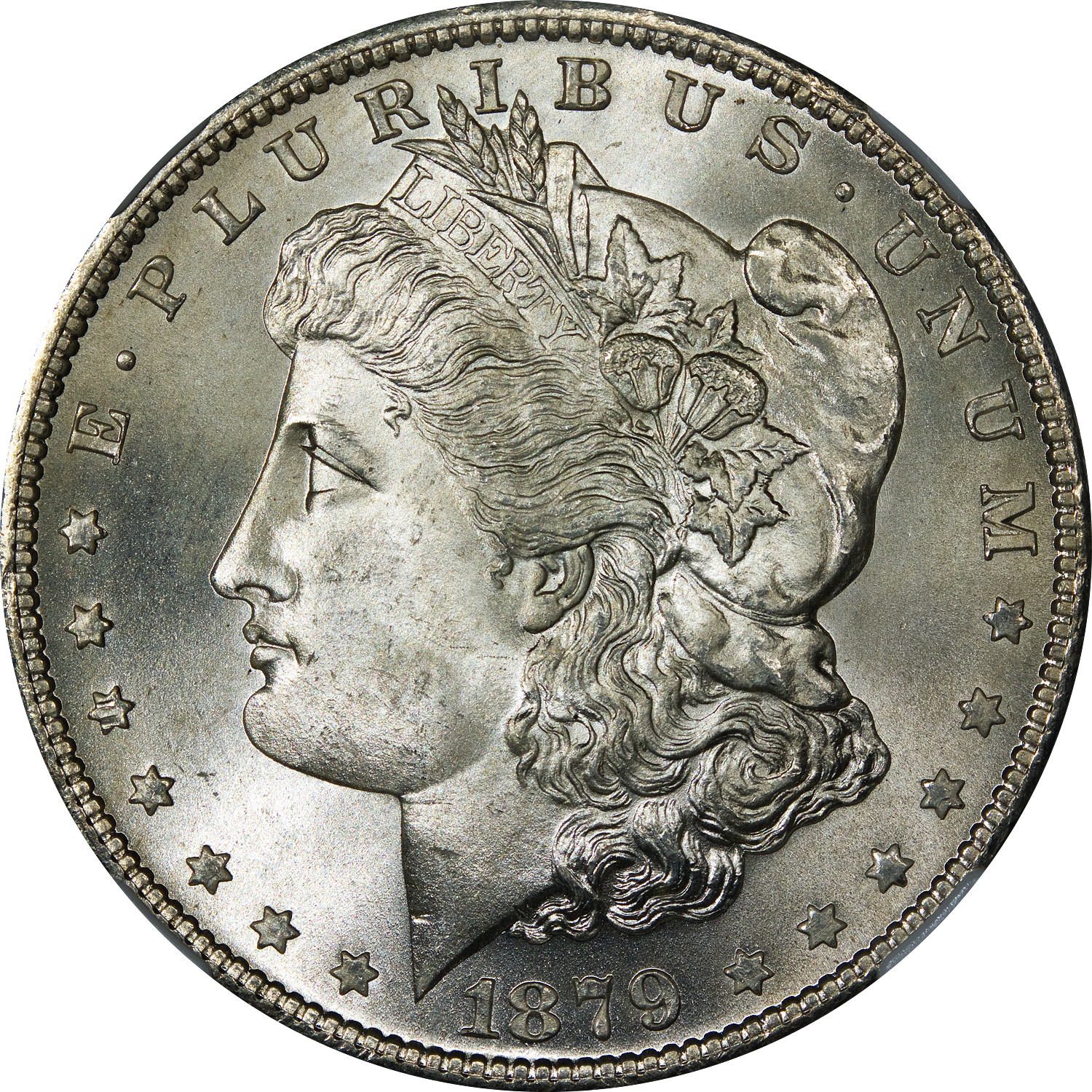
Mặt trước đô la Morgan
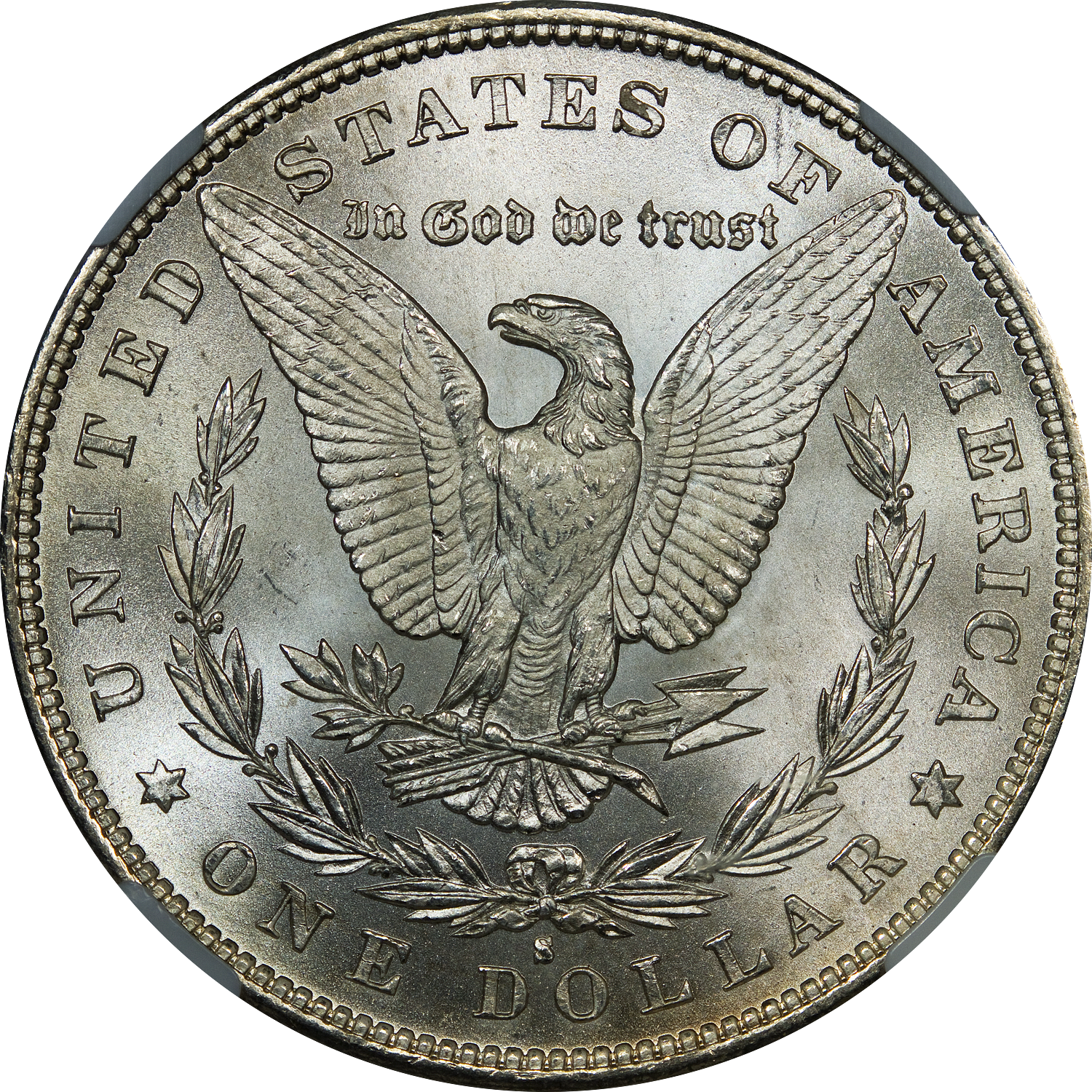
Mặt sau đô la Morgan
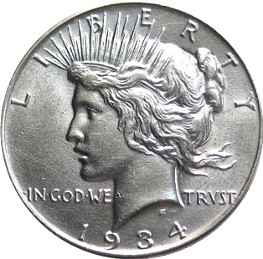
Mặt sau đô la Hòa Bình
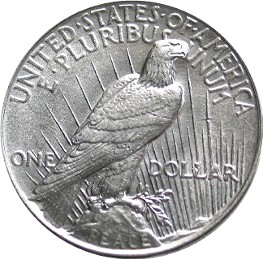
Mặt sau đô la Hòa Bình

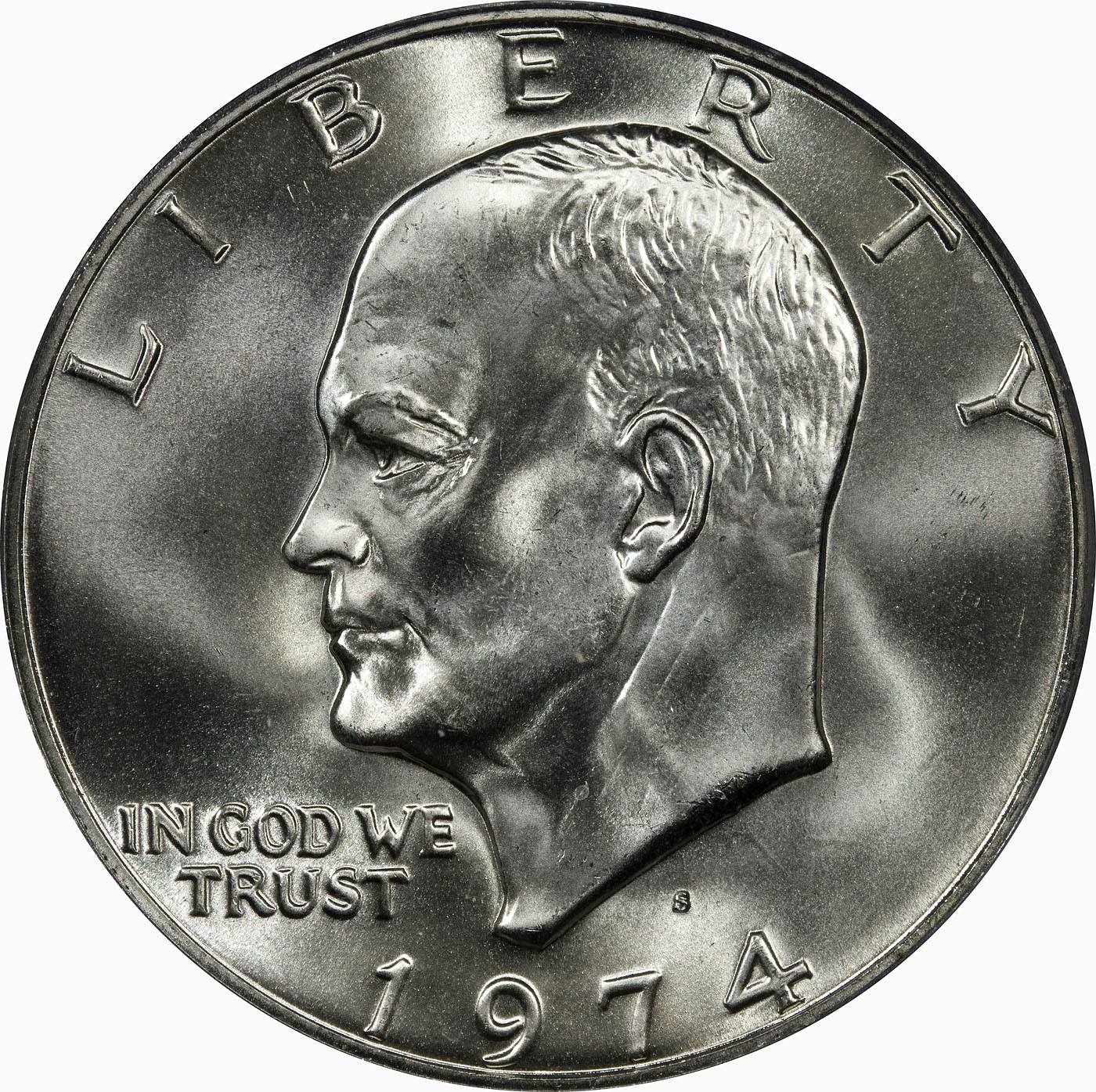
Mặt trước Đô la Eisenhower (Ike)
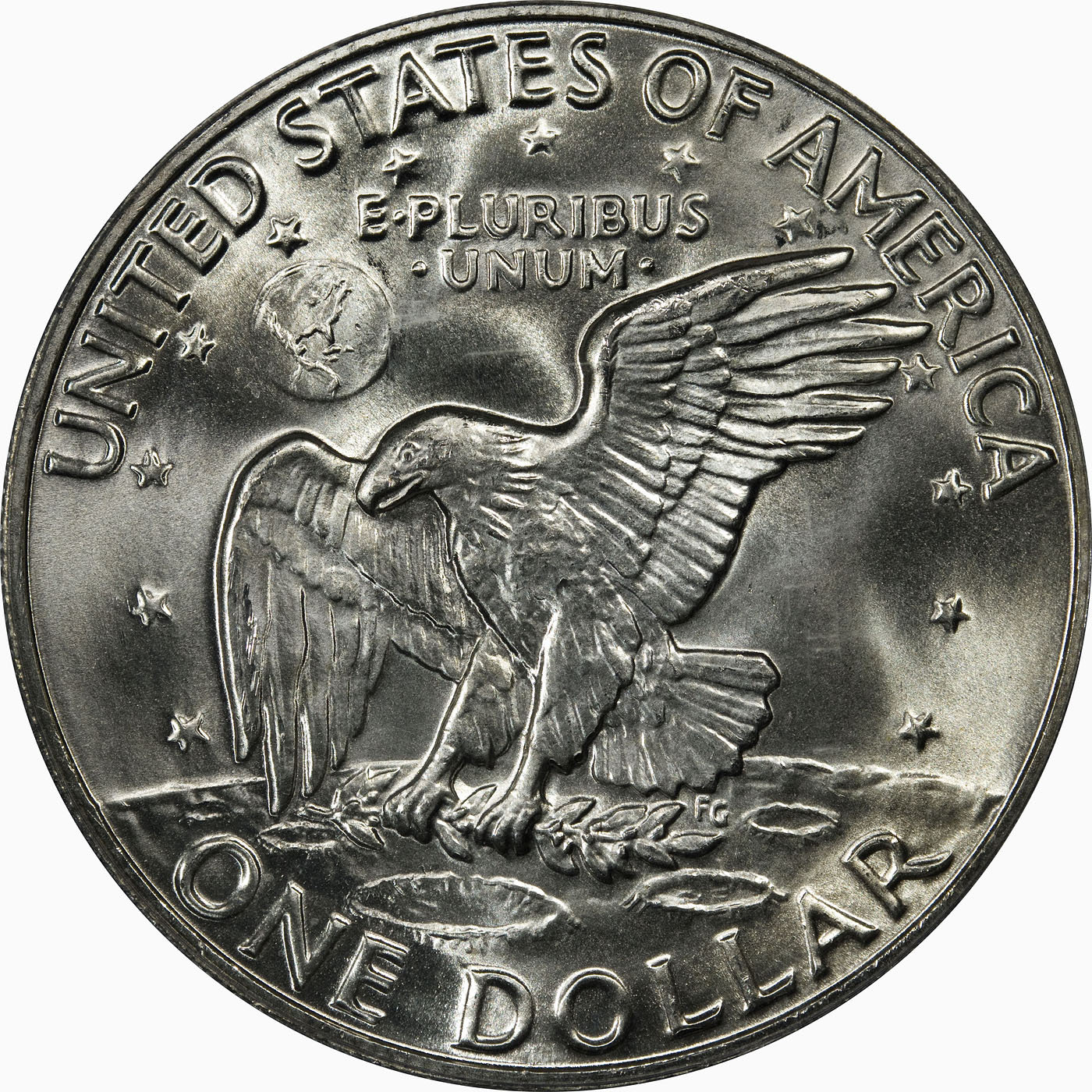
Mặt sau đô la Eisenhower (Ike)
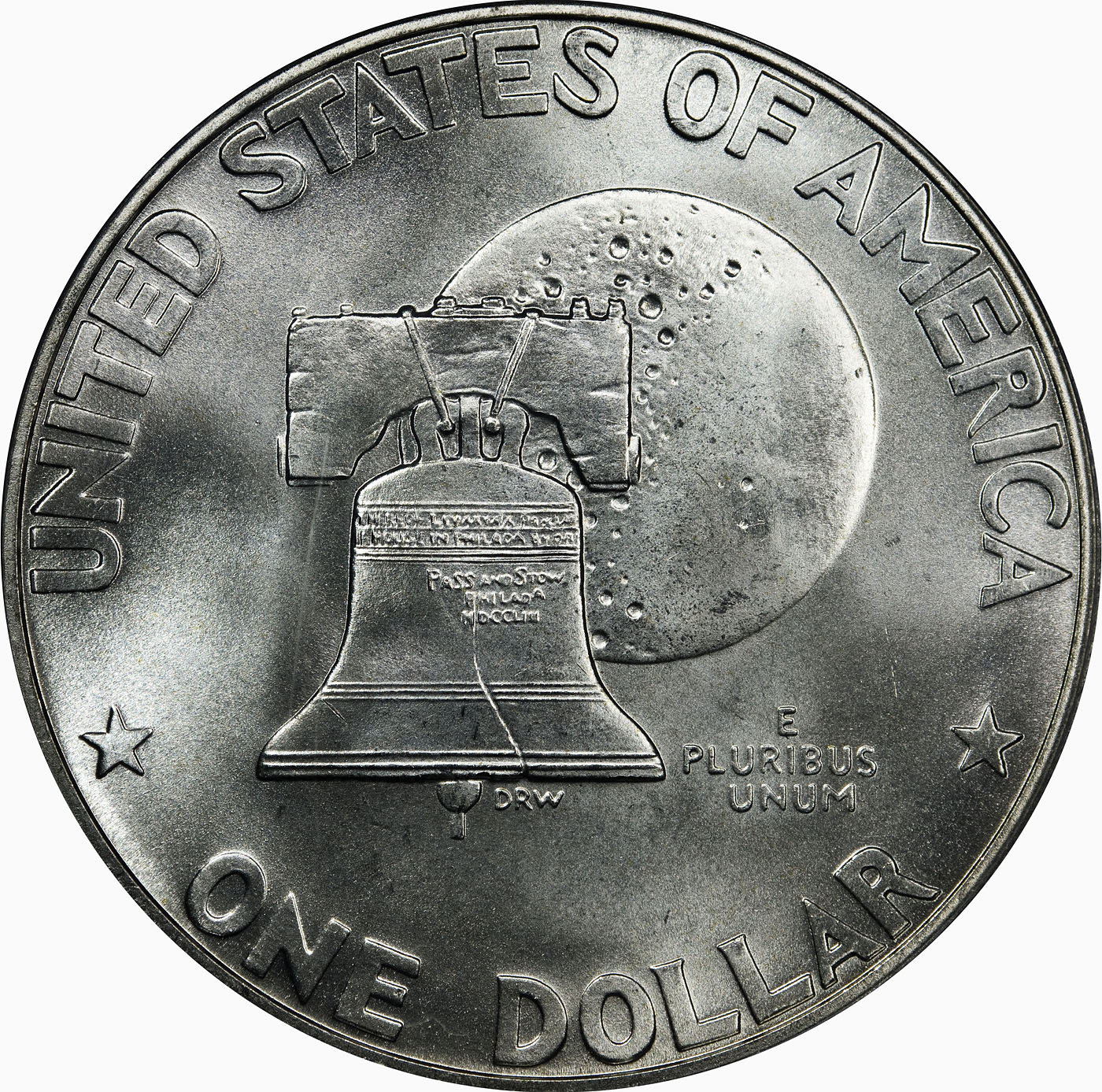
Mặt sau đô la Eisenhower, nhân dịp 200 năm lập quốc Hoa Kỳ (1976)

### Đồng xu cỡ nhỏ
Các mẫu tiền xu phát hành và được cho vào lưu thông trong giai đoạn 1979 đến 2011. Kể từ năm 2012, Cục Đúc tiền chỉ đúc tiền mệnh giá một đô la cho giới sưu tập tiền xu.
- Susan B. Anthony (S.B.A.) (1979-1999)
- Sacagawea (2000-nay)
- Seri Đô la Tổng Thống (2007-2016[24]; 2020[28])
- Seri Đô la nước Mỹ Đổi Mới (2019-nay; có đồng xu giới thiệu vào năm 2018, dự kiến kết thúc năm 2032)[25]

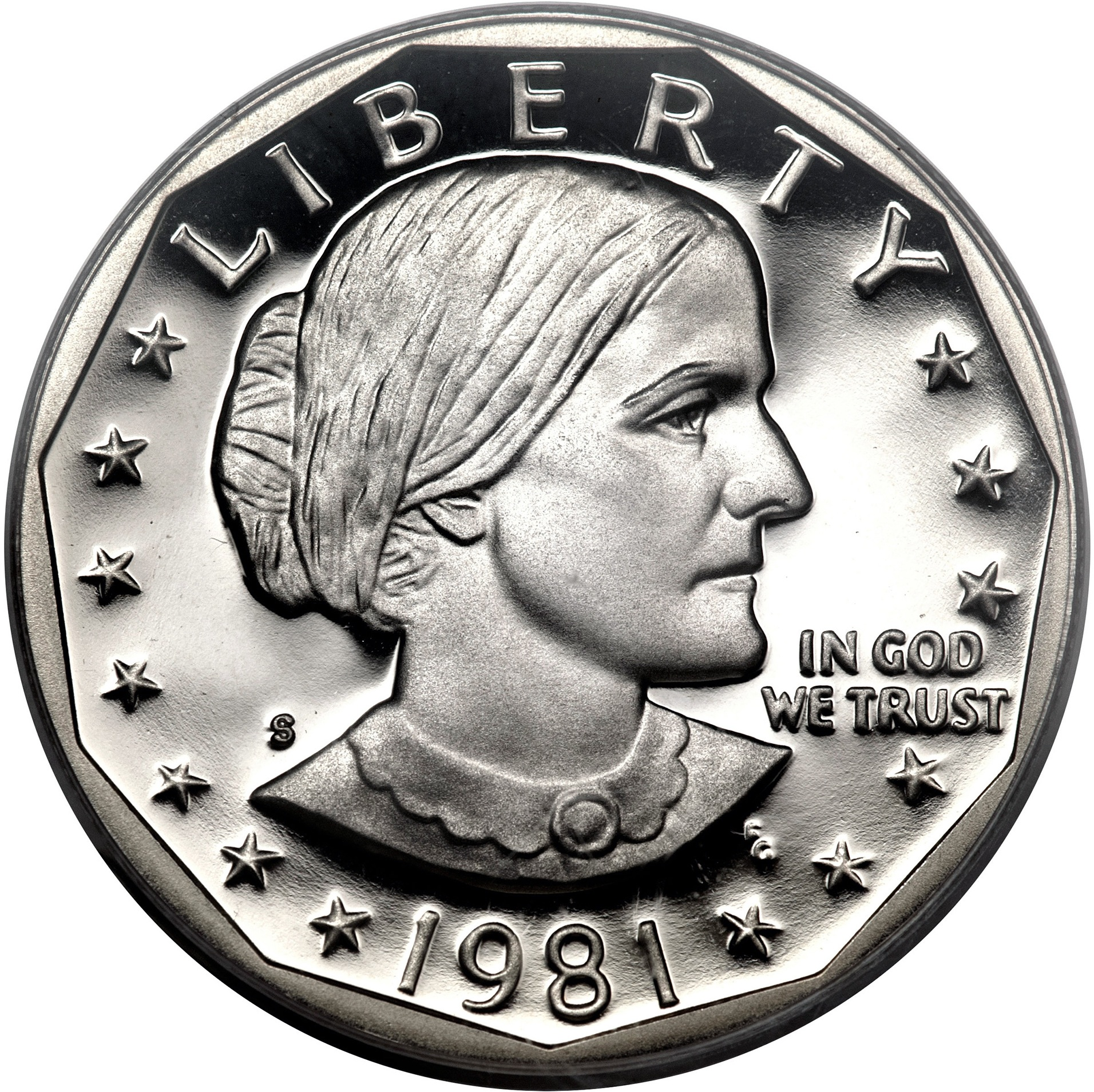
Đô la Susan B. Anthony
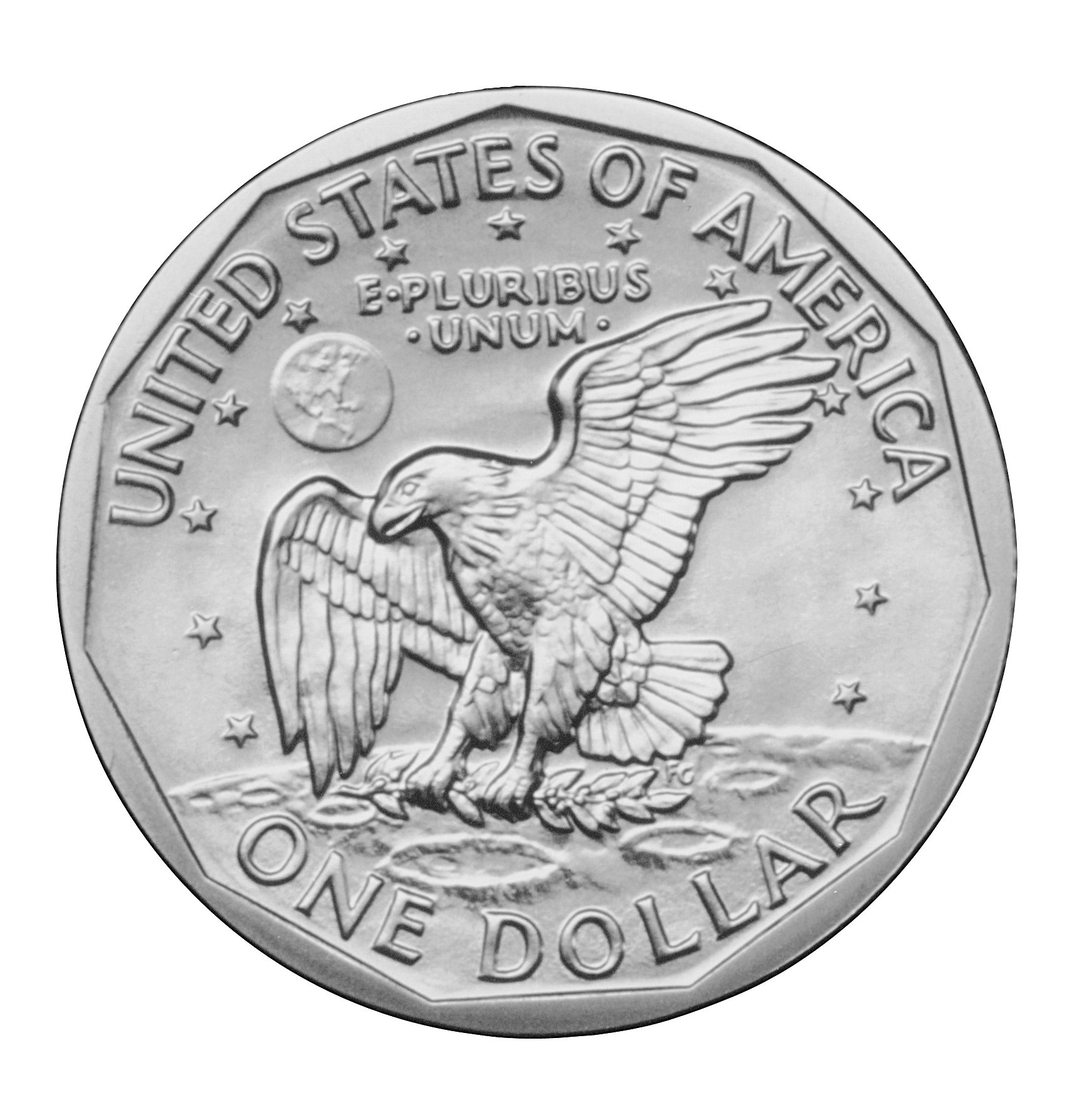
Đô la Susan B. Anthony, mặt sau
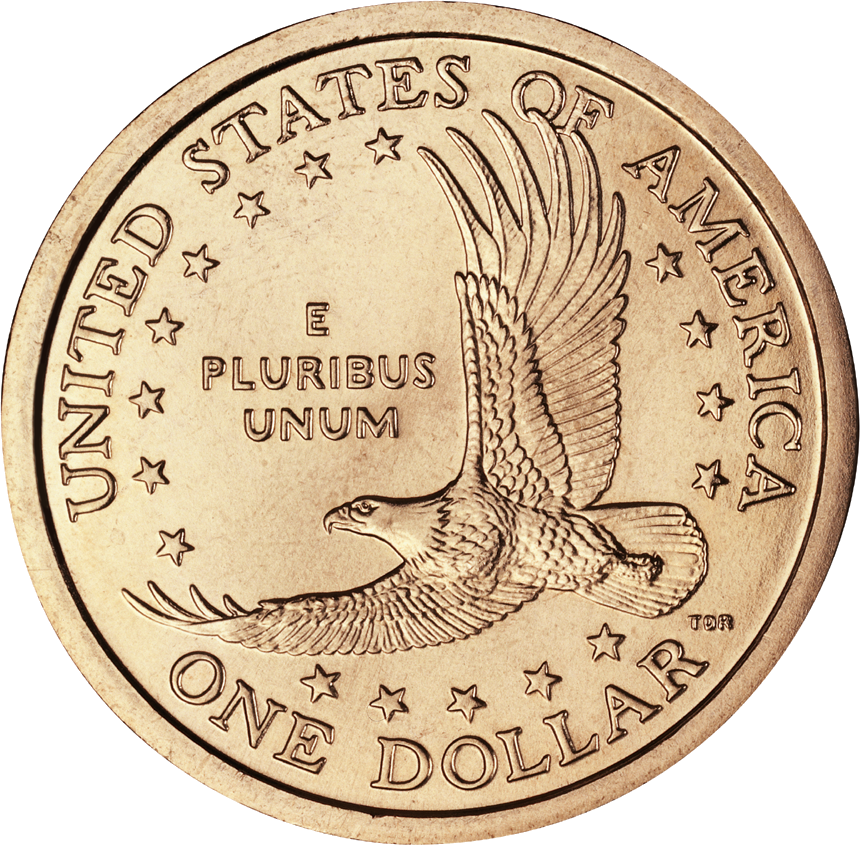
Mặt sau đồng Đô la Sacagawea (2000-2008)
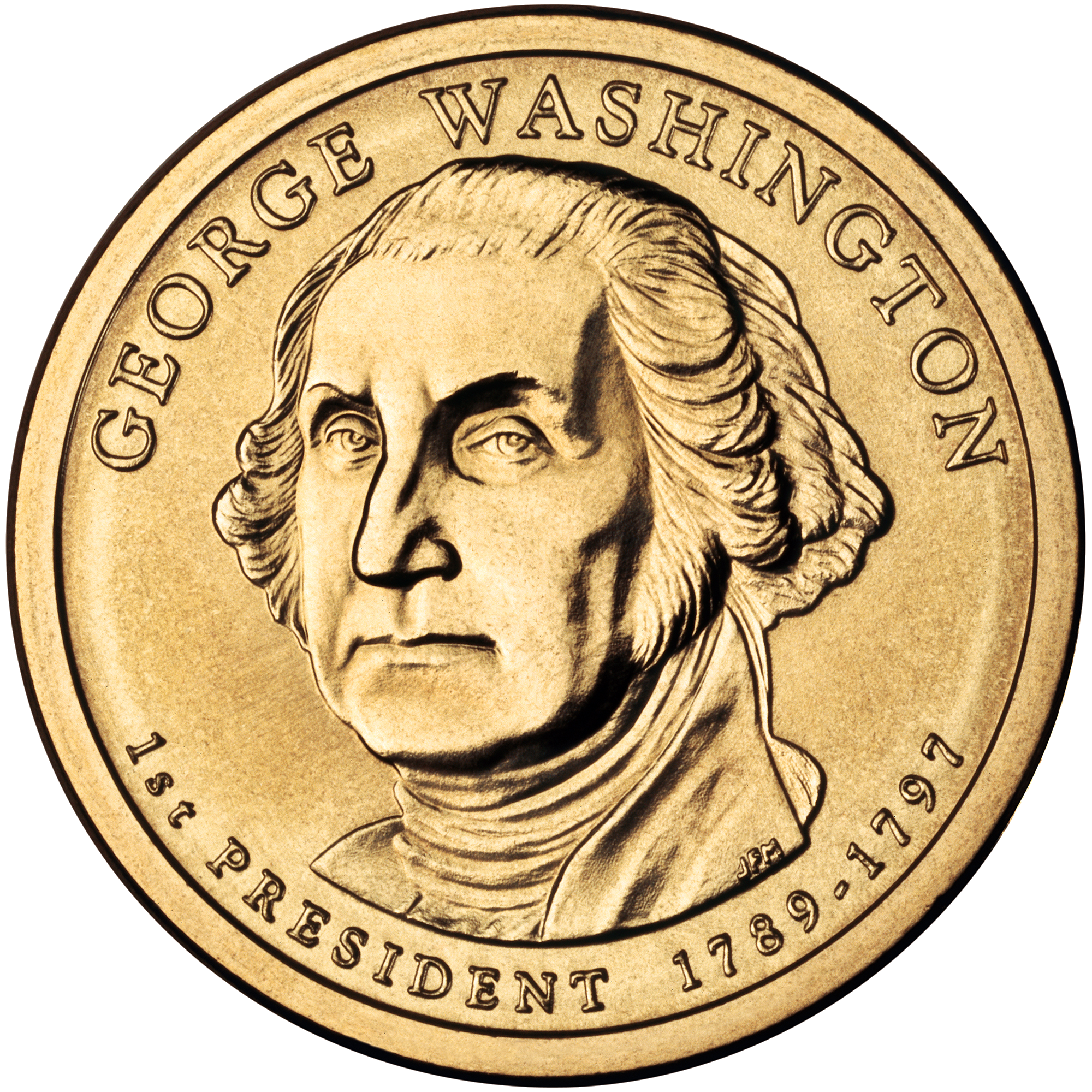
Mặt trước, đồng xu này khắc hình Tổng thống George Washington, phát hành năm 2007.
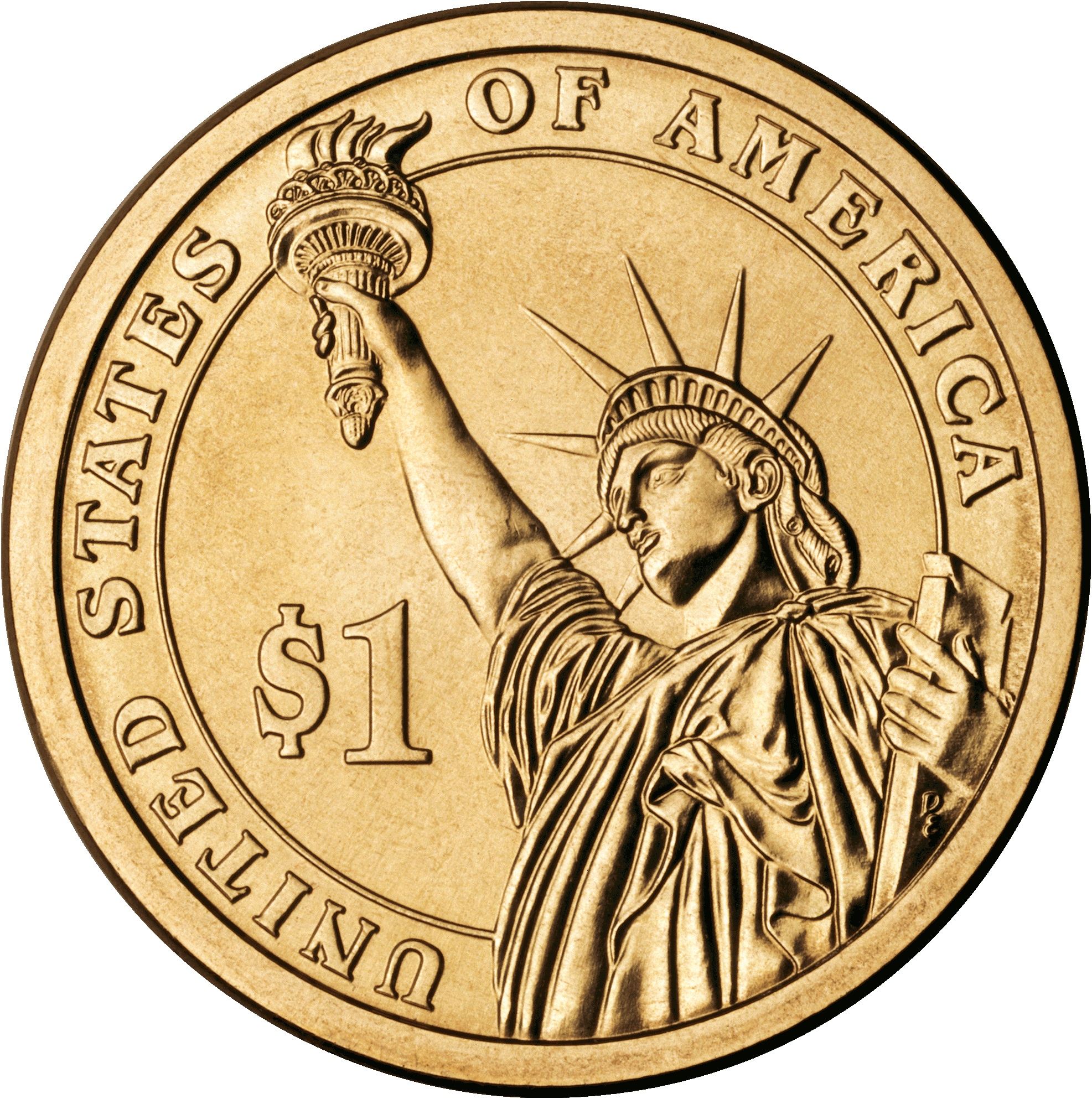
Mặt sau của seri tiền xu Tổng thống

### Đồng xu đô la vàng

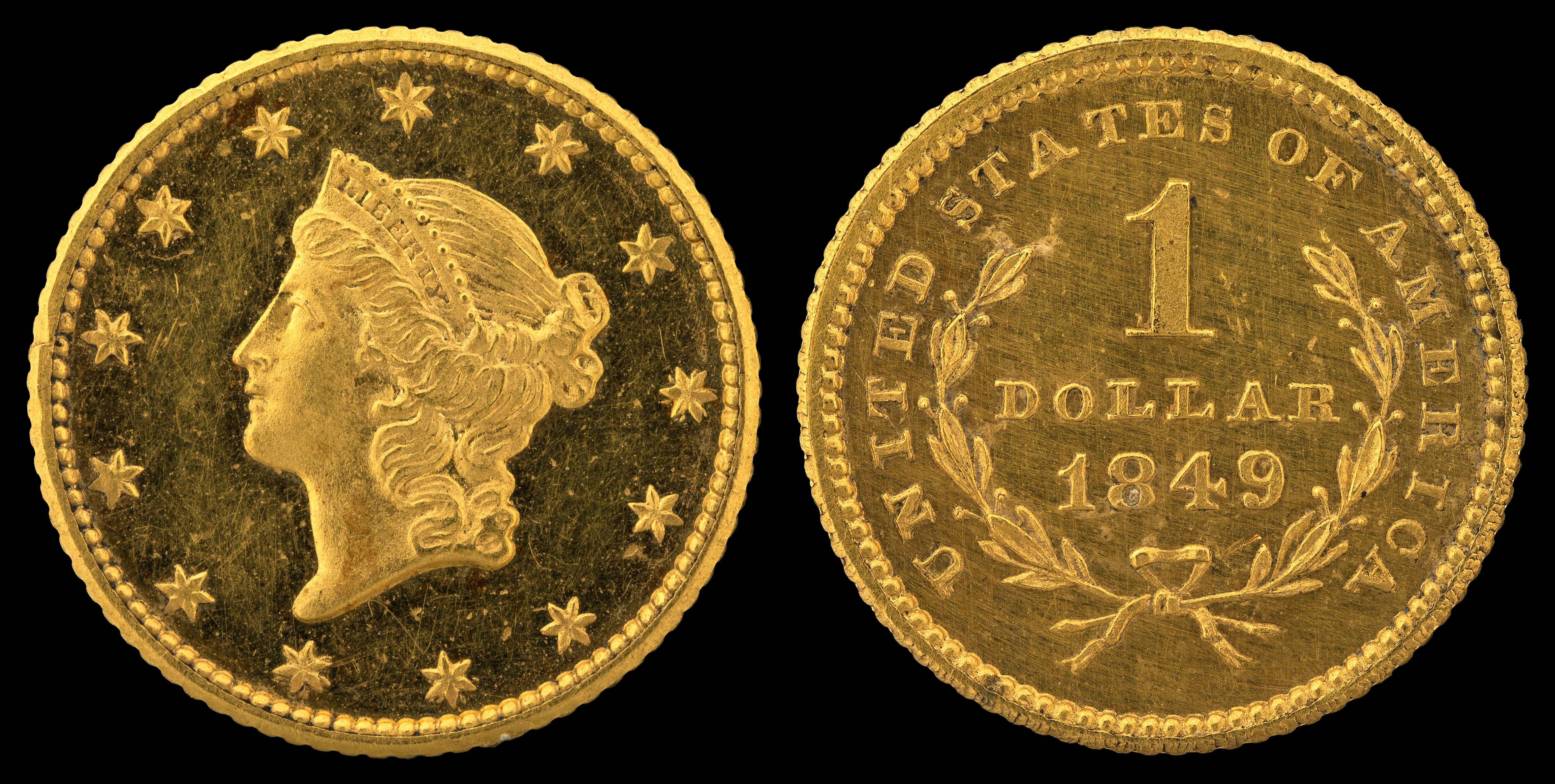
Đồng đô la vàng (Type I, 1849)

Đồng đô la có thành phần chính bằng vàng được đúc và phát hành từ năm 1849 đến năm 1889. Các đồng vàng này có thành phần 90% vàng và 10% đồng, nặng 1,672 gram, có đường kính 13mm (từ năm 1854-1889 là 15mm), cạnh có các khía (gờ vạch). Các đồng vàng này gồm có ba mẫu:
- Liberty Head (1849-1854; Đầu Nữ thần Tự Do)
- Indian Princess Head, Small Head (1854-1856; Đầu Công chúa Da Đỏ, loại nhỏ)
- Indian Princess Head, Large Head (1856-1889; Đầu Công chúa Da Đỏ, loại lớn)